# Eldnäbbad arassari
Eldnäbbad arassari (Pteroglossus frantzii) är en fågel i familjen tukaner inom ordningen hackspettartade fåglar.

## Utseende
Arassarier är medelstora tukaner med rätt slanka kroppar och långa stjärtar. Eldnäbbad arassari är distinkt, med lysande orangerött på övre näbbhalvan och ett rött band över buken.

## Utbredning och systematik
Fågeln förekommer utmed Stillahavssluttningen i Costa Rica och västra Panama (västra Chiriquí). Den behandlas som monotypisk, det vill säga att den inte delas in i några underarter. Arten betraktas dock ibland som underart till halsbandsarassari.

## Levnadssätt
Eldnäbbsarassarin hittas i olika typer av skogsområden, även i skogsbryn och trädgårdar. Den ses oftast i små flockar.

## Status och hot
Arten har ett stort utbredningsområde, men tros minska i antal, dock inte tillräckligt kraftigt för att den ska betraktas som hotad. Internationella naturvårdsunionen IUCN listar arten som livskraftig (LC). Beståndet uppskattas till i storleksordningen 50 000 till en halv miljon vuxna individer.

## Namn
Fågelns vetenskapliga artnamn hedrar Alexander von Frantzius (1821-1877), tysk läkare, naturforskare och samlare i Brasilien 1849-1853 och Costa Rica 1853-1868.

## Bildgalleri

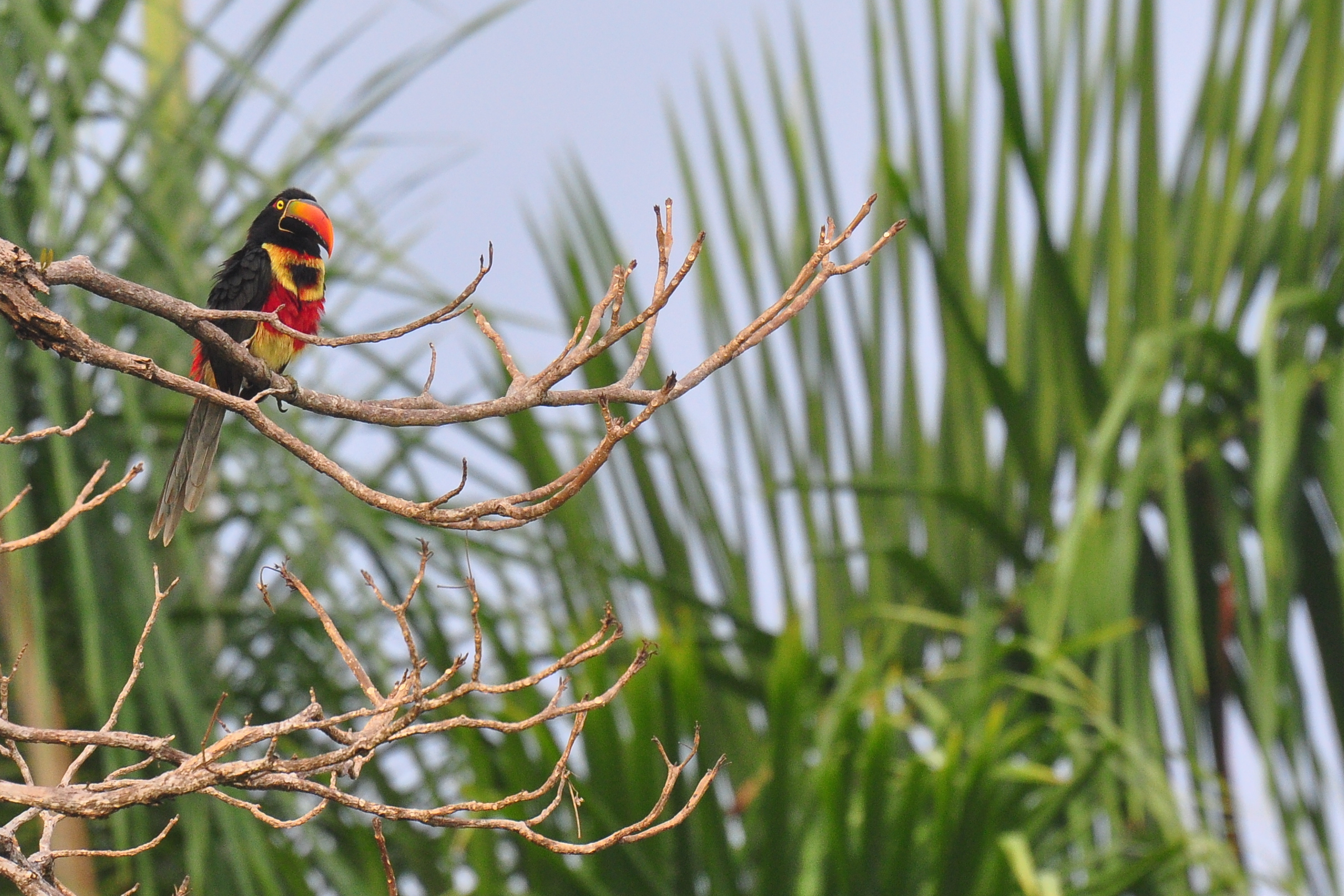
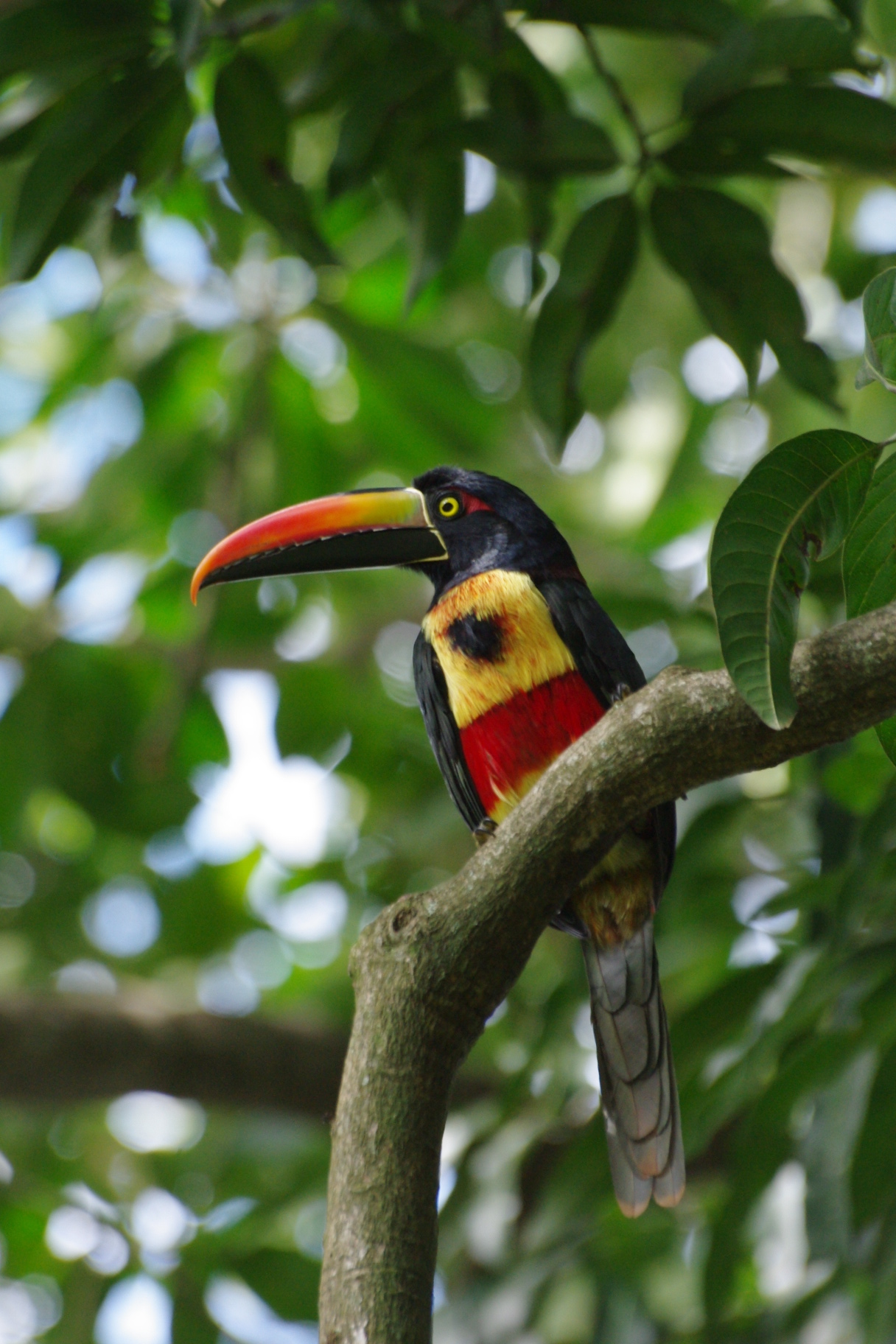